# Braunsapis trochanterata
Braunsapis trochanterata är en biart som först beskrevs av Carl Eduard Adolph Gerstäcker 1870.  Braunsapis trochanterata ingår i släktet Braunsapis och familjen långtungebin. Inga underarter finns listade.